# Kalanchoe elizae
Kalanchoe elizae är en fetbladsväxtart som beskrevs av Ernst Friedrich Berger. Kalanchoe elizae ingår i släktet Kalanchoe och familjen fetbladsväxter. Inga underarter finns listade i Catalogue of Life.